# 埃爾阿爾塔火山

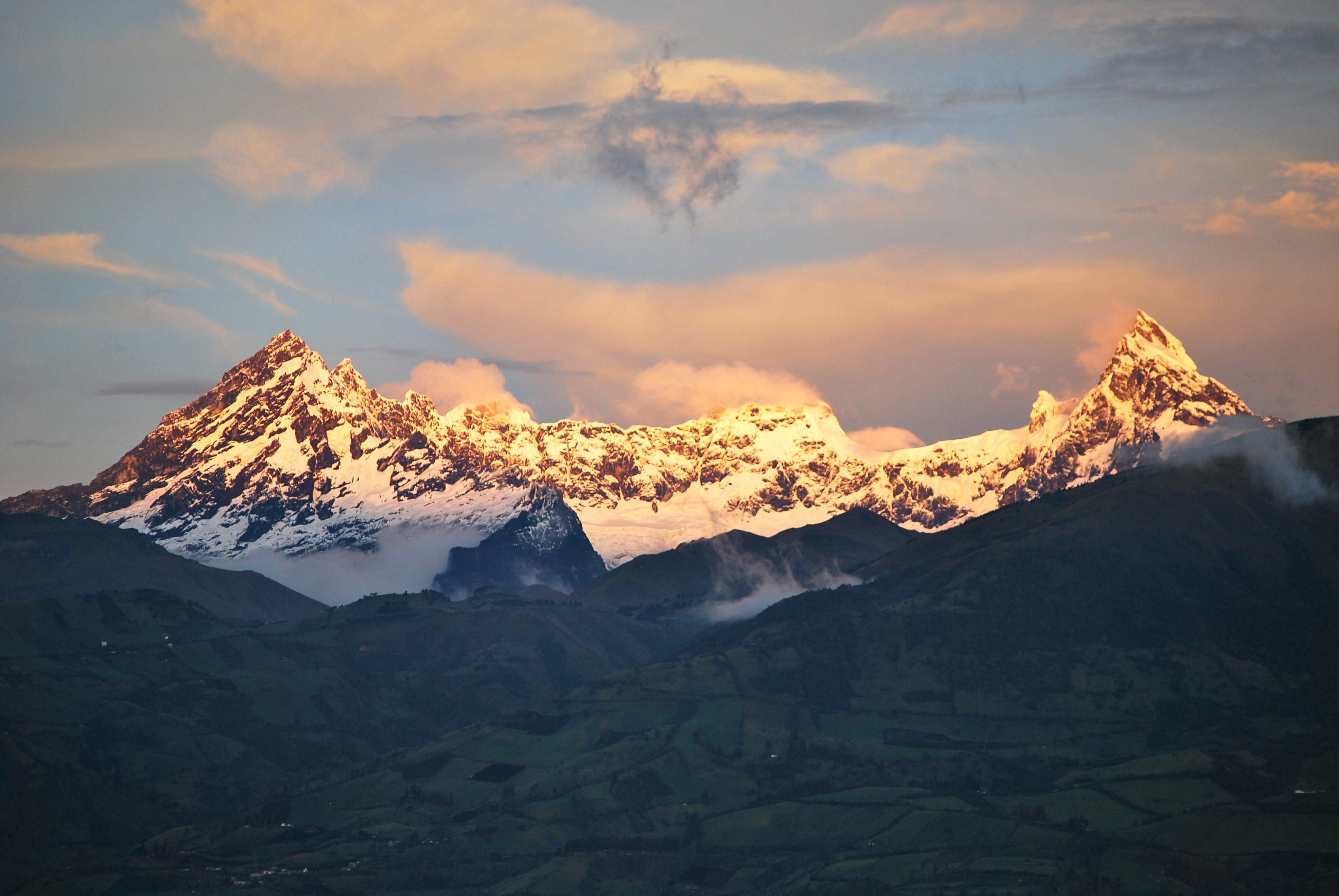

埃爾阿爾塔火山是厄瓜多爾的火山，位於首都基多以南170公里，由欽博拉索省負責管轄，距離首府里奧班巴約20公里，屬於安第斯山脈的一部分，海拔高度5,319米。

## 外部連結
- Altar: Etymology（页面存档备份，存于）